# Amphoe Bua Yai

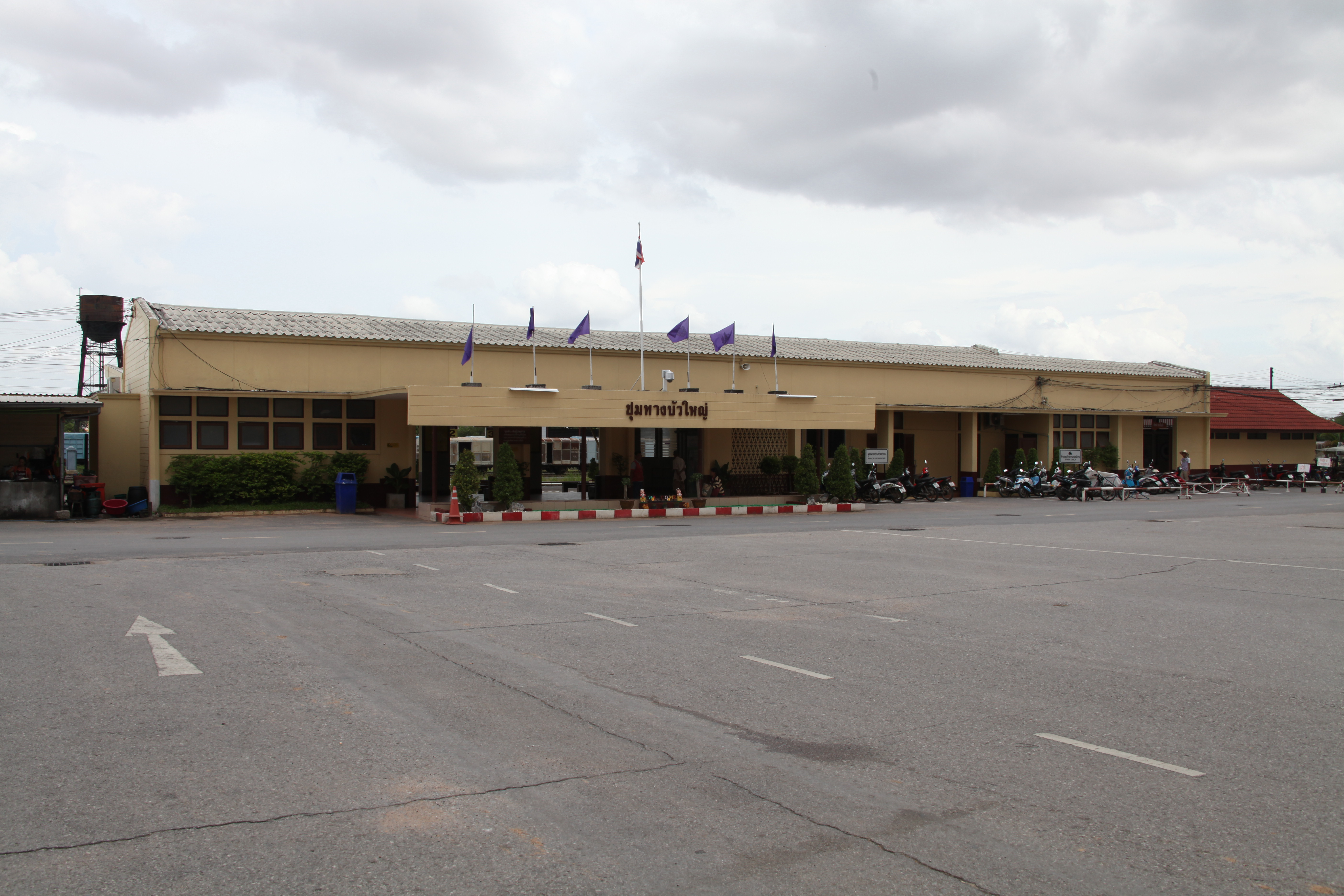
Bahnhof Bua Yai Junction (สถานีรถไฟชุมทางบัวใหญ่)

Amphoe Bua Yai (Thai: อำเภอ บัวใหญ่) ist ein Landkreis (Amphoe – Verwaltungs-Distrikt) im Norden der Provinz Nakhon Ratchasima. Die Provinz Nakhon Ratchasima liegt in der Nordostregion von Thailand, dem so genannten Isan. 

## Geographie
Benachbarte Distrikte (von Norden im Uhrzeigersinn): Amphoe Waeng Noi der Provinz Khon Kaen sowie die Amphoe Bua Lai, Sida, Non Daeng, Khong, Ban Lueam und Kaeng Sanam Nang der Provinz Nakhon Ratchasima.

## Geschichte
Die Geschichte des Landkreises Bua Yai lässt sich zurückverfolgen bis zu der Zeit, als er als Grenzbezirk Dan Nok (ด่านนอก) genannt wurde. Das Stadtzentrum war Ban Nong Lang Yai. 1868 wurde er zum Amphoe Dan Nok und das Stadtzentrum wurde nach Ban Nong Lang Noi verlegt. 1905 wurde die Verwaltung wiederum nach Ban Bua Yai verlegt, und der gesamte Landkreis wurde ebenfalls in Ban Bua Yai umbenannt. Das Verwaltungsgebäude lag zu jener Zeit 3 Kilometer vom Bahnhof Bua Yai entfernt. Durch die Eisenbahn entwickelte sich das Dorf Ban Fat Fueai so gut, dass 1951 das neue Verwaltungsgebäude hier gebaut wurde.

## Verkehr
Durch Amphoe Bua Yai führt die „Nordost-Linie“ der Thailändischen Staatseisenbahn von Bangkok nach Nong Khai. Hier im Landkreis vereinigen sich auch die beiden Zweiglinien, die ab Kaeng Khoi Junction einmal über Lop Buri und einmal über Nakhon Ratchasima bis Bua Yai Junction (ชุมทางบัวใหญ่) führen.

## Verwaltung

### Provinzverwaltung
Der Landkreis Bua Yai ist in zehn Tambon („Unterbezirke“ oder „Gemeinden“) eingeteilt, die sich weiter in 121 Muban („Dörfer“) unterteilen.
| Nr. | Name            | Thai        | Muban | Einw.  |
| --- | --------------- | ----------- | ----- | ------ |
| 1.  | Bua Yai         | บัวใหญ่       | 02    | 23.178 |
| 3.  | Huai Yang       | ห้วยยาง      | 12    | 07.551 |
| 4.  | Sema Yai        | เสมาใหญ่     | 11    | 04.980 |
| 6.  | Don Tanin       | ดอนตะหนิน    | 13    | 04.283 |
| 7.  | Nong Bua Sa-at  | หนองบัวสะอาด | 10    | 06.838 |
| 8.  | Non Thonglang   | โนนทองหลาง  | 15    | 08.610 |
| 14. | Kut Chok        | กุดจอก       | 14    | 05.707 |
| 15. | Dan Chang       | ด่านช้าง      | 11    | 07.566 |
| 20. | Khun Thong      | ขุนทอง       | 0-    | 07.899 |
| 24. | Nong Chaeng Yai | หนองแจ้งใหญ่  | 10    | 06.621 |

Hinweis: Die fehlenden Geocode-Nummern sind die Tambon, die heute Amphoe Kaeng Sanam Nang, Sida und Bua Lai bilden.
Die Daten der Muban liegen zum Teil noch nicht vor.

### Lokalverwaltung
Es gibt eine Kommune mit „Stadt“-Status (Thesaban Mueang) im Landkreis:
- Bua Yai (Thai: เทศบาลเมืองบัวใหญ่) besteht aus Teilen des Tambon Bua Yai.

Es gibt eine Kommune mit „Kleinstadt“-Status (Thesaban Tambon) im Landkreis:
- Nong Bua Sa-at (Thai: เทศบาลตำบลหนองบัวสะอาด) besteht aus dem gesamten Tambon Nong Bua Sa-at.

Außerdem gibt es neun „Tambon-Verwaltungsorganisationen“ (องค์การบริหารส่วนตำบล – Tambon Administrative Organizations, TAO):
- Bua Yai (Thai: องค์การบริหารส่วนตำบลบัวใหญ่)
- Huai Yang (Thai: องค์การบริหารส่วนตำบลห้วยยาง)
- Sema Yai (Thai: องค์การบริหารส่วนตำบลเสมาใหญ่)
- Don Tanin (Thai: องค์การบริหารส่วนตำบลดอนตะหนิน)
- Non Thonglang (Thai: องค์การบริหารส่วนตำบลโนนทองหลาง)
- Kut Chok (Thai: องค์การบริหารส่วนตำบลกุดจอก)
- Dan Chang (Thai: องค์การบริหารส่วนตำบลด่านช้าง)
- Khun Thong (Thai: องค์การบริหารส่วนตำบลขุนทอง)
- Nong Chaeng Yai (Thai: องค์การบริหารส่วนตำบลหนองแจ้งใหญ่)